# 1895

## Събития
- 21 март – Пред заседанието на дружеството за подпомагане на националната промишленост се прожектира първият филм, наречен „Работници напускат фабриката Люмиер в края на работното време“.
- юли – август – Четническа акция на Македонския комитет.
- 11 юни – Създадено първото Българско икономическо дружество
- Формулиран е критерият за устойчивост на Хурвиц

## Родени
- 1 януари – Едгар Хувър, директор на ФБР († 1972 г.)
- 1 януари – Абдулла III ал-Салем ал-Сабах, емир на Кувейт († 1965 г.)
- 1 януари – Амин ал Хусейни, главен мюфтия на Ерусалим († 1974 г.)
- 15 януари – Гео Милев, български поет († 1925 г.)
- 16 януари – Еврипидис Бакирдзис, гръцки политик († 1947 г.)
- 10 февруари – Цвятко Радойнов, деец на БКП († 1942 г.)
- 14 февруари – Макс Хоркхаймер, германски социолог и философ († 1973 г.)
- 18 февруари – Семьон Тимошенко, съветски маршал († 1970 г.)
- 22 февруари – Виктор Раул Ая де ла Торе, перуански политик († 1979 г.)
- 28 февруари – Марсел Паньол, френски писател и режисьор († 1974 г.)
- 3 март – Рагнар Фриш, норвежки икономист († 1973 г.)
- 15 април – Корадо Алваро, италиански писател († 1956 г.)
- 12 май – Джиду Кришнамурти, индийски философ
- 17 май – Хаки Стърмили, албански писател († 1953 г.)
- 18 май – Аугусто Сесар Сандино, никарагуански политик
- 8 юни – Васил Захариев, български график и изкуствовед
- 8 юни – Сантяго Бернабеу Йесте, испански футболист
- 9 юни – Курт Цайцлер, германски офицер
- 10 юли – Карл Орф, немски композитор († 1982 г.)
- 29 юли – Тодор Владимиров, български футболист
- 30 юли – Найден Войнов, български шахматист
- 17 август – Александър Филипов, български литературен критик
- 28 август – Димитър Светогорски, български морски офицер
- 7 септември – Брайън Хорокс, Великобританиябритански военачалник
- 9 септември – Тома Измирлиев, български писател († 1935 г.)
- 21 септември – Владимир Балан, български авиатор
- 22 септември – Пол Муни, американски актьор († 1967 г.)
- 24 септември – Андре Курнан, американски физиолог и нобелист
- 26 септември – Джордж Рафт, американски актьор
- 30 септември – Александър Василевски, съветски маршал († 1977 г.)
- 3 октомври – Сергей Есенин, руски поет († 1925 г.)
- 4 октомври – Рихард Зорге, журналист, съветски шпионин
- 8 октомври – Хуан Перон, президент на Аржентина († 1974 г.)
- 8 октомври – Ахмед Зогу, крал на Албания († 1961 г.)
- 14 октомври – Димитър Младенов, български офицер
- 15 октомври – Димитър Хаджилиев, български писател
- 25 октомври – Павел Панов, български военен деец, полковник, командир, герой от Първата и Втората световни войни († 1945 г.)
- 31 октомври – Базил Лидъл Харт, британски историк и стратег
- 15 ноември – Олга Николаевна, Дъщеря на император Николай II
- 16 ноември – Майкъл Арлън, британски писател († 1956 г.)
- 17 ноември – Кирил Преславски, брат на цар Борис III († 1945 г.)
- 20 ноември – Трифон Трифонов, български военен деец
- 25 ноември – Анастас Микоян, съветски политик († 1978 г.)
- 3 декември – Ана Фройд, германски психоаналитик († 1982 г.)
- 9 декември – Долорес Ибарури, испанска комунистка († 1989 г.)
- 14 декември – Джордж VI, крал на Обединеното кралство († 1952 г.)
- 14 декември – Пол Елюар, френски поет
- ? – Димитър Благоев – Пальо, български футболист († 1918 г.)
- ? – Павел Грозданов, български футболист († 1939 г.)
- ? – Христо Анастасов, български емигрантски деец († 1986 г.)

## Починали
- 2 март – Алексей Михайлович, руски велик княз
- 8 април – Аврам Гуджев, български военен деец
- 23 април – Карл Лудвиг, германски физиолог
- 23 май – Йоханес Дайкер, германски художник
- 1 юли – Петко Славейков, български поет, писател, публицист, учител, общественик и фолклорист
- 6 юли – Стефан Стамболов, български революционер и държавник
- 13 юли – Христо Стоянов, български юрист и политик
- 5 август – Фридрих Енгелс, немски философ
- 13 август – Трайко Китанчев, български революционер
- 19 септември – Юлия фон Хауке, принцеса Батенберг
- 28 септември – Луи Пастьор, френски микробиолог и химик
- 2 декември – Петър Димитров, български църковен и просветен деец
- Михаил Радославов, български революционер
- Иван Гологанов, български просветен деец и фолклорист
- Илия Луканов, български революционер
- Кирил Рилски, игумен на Рилския манастир